# Землетрясение в Калифорнийском заливе (2010)
Землетрясение магнитудой 6,7 произошло 21 октября 2010 года в 17:53:13 (UTC) в Калифорнийском заливе, в 98,2 км к юго-юго-западу от посёлка Эль-Уитуси (Мексика, штат Синалоа). Гипоцентр землетрясения располагался на глубине 13,0 км.
Землетрясение ощущалось в населённых пунктах: Гуасаве, Лос-Мочис, Кульякан, Ла-Пас, Кабо-Сан-Лукас, Эрмосильо и других населённых пунктах северо-запада Мексики, вплоть до городов: Чиуауа, Виктория-де-Дуранго, Сан-Кинтин. Подземные толчки ощущались и в Сан-Диего (США, штат Калифорния), других населённых пунктах на юге штата Калифорния и южной Аризоны. Сообщения о землетрясении поступали в том числе из Трут-ор-Консекуэнсес (штат Нью-Мексико) и Бастроп (Техас). Сообщений о жертвах и разрушениях не поступало.

## Тектонические условия региона
Расположенная на трёх больших тектонических плитах, Мексика является одним из самых сейсмически активных регионов мира. Относительное движение тектоничеких плит вызывает частые землетрясения и извержения вулканов. Большая часть территории Мексики находится на Северо-Американской платформе, которая движется на запад. Дно Тихого океана к югу от Мексики перемещается на северо-восток (плита Кокос). Океаническая кора — достаточно плотная, и когда дно Тихого океана сталкивается с более лёгкой континентальной корой мексиканской суши, дно океана опускается под Северо-Американскую плиту, создавая глубокий Центральноамериканский жёлоб вдоль южного побережья Мексики. Кроме того, в результате этого сближения движущаяся на запад мексиканская территория претерпевает геоморфические изменения и сминается, создавая горные цепи южной Мексики. По этой же причине у южного побережья Мексики возникают землетрясения. По мере погружения в мантию океаническая кора плавится; расплавленный материал затем вытесняется вверх из-за слабости вышележащей континентальной коры. Этот процесс создаёт цепочку вулканов, протянувшуюся через южную и центральную Мексику, известную как Поперечная Вулканическая Сьерра.
Область к западу от Калифорнийского залива, включая мексиканский полуостров Нижняя Калифорния, движется на северо-запад вместе с Тихоокеанской платформой со скоростью около 50 мм в год. Здесь Тихоокеанская и Северо-Американская плита вступают во взаимодействие, создавая сбросо-сдвиговые разломы, которые являются южным продолжением разлома Сан-Андреас в Калифорнии. В прошлом это относительное движение плит оттягивало Нижнюю Калифорнию от побережья, в связи с чем образовался Калифорнийский залив. Сегодня эти же тектонические процессы являются причиной землетрясений в регионе Калифорнийского залива.
В Мексике давно происходят разрушительные землетрясения и извержения вулканов. В сентябре 1985 года в Мехико в результате землетрясения магнитудой 8,0 погибли более 9500 человек. В южной Мексике вулкан Колима и Эль-Чичон вспыхнули в 2005 и 1982 годах соответственно. Вулкан Парикутин, к западу от Мехико, начал дымить в 1943 году; десятилетие спустя этот новый вулкан вырос до высоты 424 метра. Вулканы Попокатепетль и Истаксиуатль («дымящая гора» и «белая леди» соответственно), расположенные к юго-востоку от Мехико, иногда выпускают газ, который хорошо виден из города, что напоминает о продолжающейся вулканической активности. В 1994 и 2000 годах Попокатепетль возобновил свою деятельность, заставив население эвакуироваться из близлежащих городов. Сейсмологи и правительственные чиновники были обеспокоены влиянием крупномасштабного извержения на густонаселённый регион. По состоянию на ноябрь 2019 года вулкан Попокатепетль всё ещё был активен и извергался в сентябре 2019 года.